# Manu Layotte
Manu Layotte est un acteur et musicien français. Il fut le chanteur du groupe Les Casse-pieds. Il a composé pour Cheb Khaled et plusieurs titres pour Mano Negra, dont « Darling Darling ». Il est aussi auteur et organisateur de canulars audiovisuels, et est intervenu dans plusieurs émissions de l'univers Groland.

## Biographie
En 1986, à l'âge de 22 ans, Manu Layotte est l'un des principaux organisateurs du célèbre festival de Sexcles (Corrèze), avec une vingtaine de groupes phares de la scène « alternative » française dont OTH, Les Garçons Bouchers, Los Carayos, Hot Pants, Parabellum, Bérurier Noir, La Souris déglinguée...
En 1988, il rejoint dans le métro le groupe Les Casse Pieds au chant et aux claviers, groupe rapidement propulsé par les médias grâce à un canular les faisant passer pour le groupe vedette d'un grand film américain, Le Paris d'Amérique. En 1989, le réalisateur Yves Boisset, séduit par leur culot, les fait jouer dans son téléfilm Le Suspect et alimente, lors d'interviews, leur factice succès hollywoodien.
L'écrivain américain Kevin Barrett confirme la véracité de cette histoire tirée par les cheveux dans son livre Truth Jihad, dans lequel il raconte avoir été accosté dans un café, prés de la Bastille, par quatre va-nu-pieds ressemblant aux Ramones première époque,. Layotte et son équipe demandèrent alors à Barrett s'il voulait faire semblant d'être Christopher Maudson, un faux réalisateur australien. Barrett, totalement inconnu à l'époque, entre alors dans la combine et donne des interviews à divers média français, disant avec un faux accent australien qu'il était ami de Francis Ford Coppola. Kevin Barrett, converti plus tard à l'islam et devenu un des propagateurs de la thèse conspirationniste du 11 septembre, écrit dans un livre que le canular des Casse Pieds « éveilla sa curiosité métaphysique sur ce qui est vrai et ce qui est faux »  et précise que, pour lui, l'épisode du métro démontre de façon déterminante qu'on ne peut pas croire ce qui est écrit dans les journaux.
En 1990, Les Casse Pieds signent chez Claude Martinez un album intitulé Steak your body, puis un maxi 45, Gitter bug, avec l'ingénieur du son anglais Tony Platt (en). Les dates de concerts s'enchaînent alors à l'échelle européenne. En février 1993, le magazine Rock&Folk relate un concert à La Cigale où le groupe reprend le titre Highway to Hell d'AC/DC en présence d'Angus Young à la guitare.
En juin 1992, lors de la fête de la musique, place du Trocadéro, aux côtés entre autres de Johnny Hallyday, Jimmy Somerville, Yannick Noah ou Kaoma, devant un parterre de 100 000 personnes et en direct sur TF1, Manu fait un scandale en critiquant la chaîne. Dès le lendemain, diverses radios comme NRJ et Europe 1 arrêtent de diffuser la musique des Casse-pieds. À l'inverse, Michel Polac apprécie le happening et le fait savoir à Laurent Ruquier, qui invite hebdomadairement le groupe dans son émission Rien à cirer sur France Inter.
En janvier 1994, Manu Layotte et Jo Dahan, aidés du journaliste de Charlie Hebdo Olivier Cyran, se font passer pour des voleurs de poubelles de stars qui revendent très cher leur détritus à des fans et piègent ainsi le présentateur du journal de TF1 Jean-Pierre Pernaut, qui est également l'animateur de l'émission de télévision Combien ça coûte ?. D'autres médias se feront l'écho de ce canular, comme la télé NHK au Japon dans la célèbre émission How Mutch. Jean-Pierre Pernaut, ayant diffusé deux reportages truqués, est obligé par le CSA de s'excuser publiquement lors de l'émission suivante.
L'écrivain Daniel Pennac fait un clin d'œil aux auteurs de ce canular dans son livre La Petite Marchande de prose ; Pierre Péan en parle dans un de ses livres.
En 1995, Manu Layotte quitte Les Casse-pieds, évoquant une routine qui ne lui convient pas ou plus. Repéré sur scène par le réalisateur Thomas Gilou, il commence alors sa carrière d'acteur avec un rôle dans le film Raï, auprès de Samy Naceri. Il compose la majeure partie de la bande originale du film avec Daniel Jamet et Fred Manier sous le pseudo de « Bellek ».
En 1996, il compose le titre techno-dance Yo Digun produit par Claude Martinez et mixé par James F. Reynolds (Massive Attack, Coldplay, Pink Floyd). Le titre entre au bout de six mois dans le top dance en Angleterre.
En 1997, Manu enregistre sous le pseudo MANHU son album Les dieux en ruine, avec des musiciens des Casse Pieds et Mano Negra, mixé par Paolo Damenti et Jean Labbé. L'année suivante, il compose le morceau Wonderful Life. Dix ans plus tard, Manu Chao réarrange le titre qui deviendra le single Rainin in paradize, extrait de son album La Radiolina.
Dans les années 2000, Manu Layotte et Jo Dahan, s'inspirant de leur propre canular « Poubelle de star », montent le spectacle La poudre aux yeux avec la participation de membres du Royal de luxe.
De 2002 à 2005, on peut entendre la voix de Manu Layotte dans un sampler de l'émission Tout le monde en parle, parodiant le titre Harley David Son of a Bitch de Serge Gainsbourg transformé en Ardis son of a bitch.
Parallèlement aux spectacles de rue et à ses rôles dans des longs métrages, Manu Layotte compose des musiques de films et spots publicitaires depuis 2001, en faisant se rencontrer des musiciens de styles complètement différents, tels que Fazil Kezal, Erwan Le Marc'hadour, Jean-Michel Bernard, Tippi Maya, Joe Strummer, Cheb Khaled, Leo Luxor ou Cengiz Hartlap. C'est ainsi qu'en 2004, il réunit le guitariste Daniel Jamet, la chanteuse Carta Atrac et le pianiste Laurent Petitgand pour une reprise du titre Instant Karma! de John Lennon pour la campagne mondiale de la marque automobile Volkswagen. Séduite par cette reprise, Yoko Ono les contacte pour proposer de produire un album de reprises de John Lennon, mais pour des raisons de droits entre les maisons de disques le projet d'album n'aboutira pas.
Tout au long de son parcours, on retrouve Manu Layotte dans des événements éclectiques. En 2003 par exemple, il est responsable du casting du clip Manu Chao des Wampas. Il fait se côtoyer : Patrick Juvet, Dick Rivers, Jack Lang, Noir Désir, Guillaume Depardieu, Herbert Léonard, Louise attaque, l'équipe de Groland... en fans des Wampas, et Gilbert Montagné en photographe.
Depuis 2012, Manu Layotte se consacre pour l'essentiel à l'écriture de scénarios, dont une série cynique sur la marchandisation des sentiments dans le monde libéral, L'amour est une chose trop importante pour ne pas le confier à des professionnels, et un western long métrage, South West. N'ayant pas pour autant perdu son intérêt pour la musique, il prépare ensuite un album de blues tribal.

## Filmographie

### Cinéma
- 1995 : Raï de Thomas Gilou
- 1998 : Le Battement d'ailes du papillon de Laurent Firode
- 1998 : Jet Set de Fabien Onteniente
- 1999 : Chili con carne de Thomas Gilou
- 1998 : L'Ami du jardin de Jean-Louis Bouchaud
- 1999 : Un pur moment de rock'n roll de Manuel Boursinhac
- 2000 : La Vérité si je mens ! 2 de Thomas Gilou
- 2001 : L'Auberge espagnole de Cédric Klapisch
- 2002 : La Nuit des petites salopes de Vincent Ravalec
- 2002 : La Vérité sur Charlie Jonathan Demme
- 2003 : L'Incruste, fallait pas le laisser entrer ! d'Alexandre Castagnetti et Corentin Julius
- 2003 : Le Temps du loup de Michael Haneke
- 2004 : Voici venu le temps d'Alain Guiraudie
- 2005 : 'Michou d'Auber de Thomas Gilou
- 2008 : Victor de Thomas Gilou
- 2009 : Les Aventures extraordinaires d'Adèle Blanc-Sec de Luc Besson
- 2011 : Derrière les murs de Pascal Sid et Julien Lacombe
- 2011 : Les Aventures de Philibert, capitaine puceau de Sylvain Fusée
- 2015 : Bonjour Anne de Eleanor Coppola
- 2015 : Les pieds dans le tapis de Nader Takmil Homayoun
- 2014 : Anton Tchekhov - 1890 de René Féret
- 2016 : Dangerous de Brian Walken

### Télévision
- 2000 : Mère de toxico de Lucas Belvaux : Paul
- 2007 : La vie est à nous - Patrick Grandperret
- 2008 : Un village français - Philippe Triboit
- 2011 : Un village français - Jean-Marc Brondolo
- 2011 : Le Cas de madame Luneau  - Collection « Maupassant » - Philippe Bérenger
- 2013 : RIS – Épisode “Aux abois” – Saison 9 - Julien Zidi
- 2014 : Série Nicolas Le Floch –  Épisode "Le noyé du grand canal" - Philippe Bérenger
- 2016 : Série WorkinGirls - Sylvain Fusée
- 2020 : La Stagiaire : Christian, le greffier remplaçant Fanny durant son congé maternité

## Théâtre
- Aux portes de la cité de Christophe Dagobert, Théâtre de la Gobinière
- 2007/08/09 : La Poudre aux yeux - Compagnie Cirkatomik
- ? : Spectacle Le Géant - Compagnie Royal de luxe -
- 2008 à 2014 : spectacle "Le Paris d'Amérique" - Compagnie Cirkatomik
- 2012 à 2016 : Spectacle "Poubelle Stars" - Compagnie Cirkatomik

## Musique
- Chanteur du groupe Casse-pieds
- Composition de la BO du film Raï réalisé par Thomas Gilou
- Composition de la BO du téléfilm Double peine réalisé par Thomas Gilou
- Composition de morceaux pour Khaled et La Mano Negra